# Friedrichshafen FF 49
Friedrichshafen FF 49 var ett tyskt marinspanings- och bombflygplan under första världskriget. 
Flygplanet var en utvecklad variant av grundmodellen Friedrichshafen FF 39. Det var ett flottörförsett dubbeldäckat spaningsflygplan som tillverkades för Kaiserliche Marine. Flygplanskroppen tillverkades av en fanérklädd stålrörsstomme. Vingarna som hade en lätt pilform var uppbyggda med två huvudbalkar och spant i trä som dukkläddes. Piloten var placerad främst medan bombfällare eller spanare satt i bakre sittrummet. För utbildningsändamål utrustades några flygplan med dubbelkommando. Flygplanstypen användes förutom av Kaiserliche Marine, även av Danmark, Finland och Polen. Totalt tillverkades 235 exemplar av Friedrichshafen och licenstillverkning vid Sablatnig från maj 1917.

## Sverige
I november 1918 erbjöd den tyske militärattachén Marinens Flygväsende (MF) att få köpa överskottsflygplan av Friedrichshafen modell till självkostnadspris. Den 19 januari besiktigade och provflög Thor Lübeck två flygplan i Friedrichshafen som reserverades för MF. Flygplanen leveransflögs 2 februari 1919 till Karlskrona. Flygplanen tilldelades nummer 23 och 24 och med sina starkare motorer och ökad bränslemängd hade FF 49C en längsta flygsträcka på omkring 700 km. Maximala flygtiden låg kring sex timmar. Båda avskrevs redan 1924 till följd av haverier. När MF senare under 1919 tänkte köpa fler flygplan hörde den engelska beskickningen i Stockholm av sig och påpekade att det var förbjudet att köpa och föra ut tysk krigsmateriel på grund av Versaillesfördragets villkor.
Problemet löstes genom att MF köpte två Sablatnig-tillverkade Friedrichshafen FF 49 av Svenska Lufttrafik AB (SLAB) och direktör Sablatnig. Flygplanen som redan fanns i Sverige var något ombyggda för att även kunna medföra civila passagerare inför starten av planerad kommersiell civil flygtrafik. När flygtrafiken inte blev av tog marinen över båda planen i september 1919 respektive mars 1920. Flygplanen återställdes genom ombyggnad för militärt bruk och fick nummer 25 och 26. Flygplan Nr 25 användes hösten 1923 och under 1924 för försök med torpedfällning i Karlskrona. På Galärvarvet i Stockholm tillverkades upphängnings- och fällningsanordningen. Man använde en 35 cm fartygstorped m/03 som vägde 335 kg. Efter inriktning mot målet på låg höjd fälldes torpeden från flygplanet och sedan av egen kraft och framdrivning fick den fara vidare i vattnet mot det tänkta målet. Fällningsförsöken visade att torpeden måste förstärkas och modifieras för att klara de ökade påfrestningarna när den fälldes från flygplan. Genom att hänga upp torpeden så att den först frigjordes i framändan och sedan fälldes från 10 m höjd, uppnåddes en optimal anslagsvinkel mot vattenytan. Flygplanen tjänstgjorde fram till 1925 då båda avskrevs till följd av ålder och reservdelsbrist och de kasserades i februari 1926.
Flygplanet var ett av MF första flygplan som försågs med radioutrustning. På flygplanskroppens högra sida fanns en generator som drevs av fartvinden. Genom att vrida generatorn med sin propeller ett kvarts varv började propellern snurra och radion fick ström. Sändaren gav en möjlighet att sända information om iakttagelser från flygplanet hem till basen.

## Danmark
1919 köpte Danska Marinen fem FF 49 från Tyskland som användes som övervakningsflygplan. När två flygplan kasserades 1924 köptes en begagnad FF 49 från det danska flygbolaget Dansk Luft-Express. 1927 övertog Danska Marinen ytterligare ett flygplan från Dansk Luft-Express. Flygplanen beväpnades med ett 8 mm masingevär. I Danmark användes flygplanet i flera roller förutom övervakning användes det även som skolflygplan och postflygplan mellan Köpenhamn och Stege.

## Varianter
- FF 49A - grundmodell utvecklad från FF 39
- FF 49B - bombflygplan
- FF 49C - spaningsflygplan ibland utrustat med dubbelkommando som skolflygplan.

## FF 49C vid Marinens Flygväsende
- Nr 23 levererat från Tyskland 1919, havererade vid Utklippan 1924, kasserat 1924.
- Nr 24 levererat från Tyskland 1919, havererade 30 juni 1923 i Mariestad, kasserat januari 1924.
- Nr 25 inköpt från SLAB 1919, kasserat februari 1926.
- Nr 26 inköpt från SLAB 1920, flygplanet skadades vid branden på Galärvarvet 5 augusti 1926, efter reparation åter i tjänst fram till 1925, kasserat februari 1926.